# Wall (Dakota Południowa)
Wall – miasto w Stanach Zjednoczonych, w stanie Dakota Południowa, w hrabstwie Pennington.